# Wskaźnik równomierności
Wskaźnik równomierności – wskaźnik różnorodności gatunkowej wyrażający stosunek rzeczywistej różnorodności do różnorodności maksymalnej. Jego równanie zależne jest od przyjętego wskaźnika różnorodności:
- dla wskaźnika Simpsona przyjmuje on postać:

{\displaystyle E={\frac {D}{S}},}
gdzie:
{\displaystyle D={\frac {\sum _{i=1}^{S}n_{i}(n_{i}-1)}{N(N-1)}}}
{\displaystyle S} – liczba gatunków
{\displaystyle N} – liczebność osobników
{\displaystyle n_{i}} – liczba osobników {\displaystyle i}-tego gatunku
- a dla wskaźnika Shannona:

{\displaystyle J'={\frac {H'}{H_{\max }'}}}
gdzie:
{\displaystyle H_{\max }'=\ln S}